# Antonio Petrini

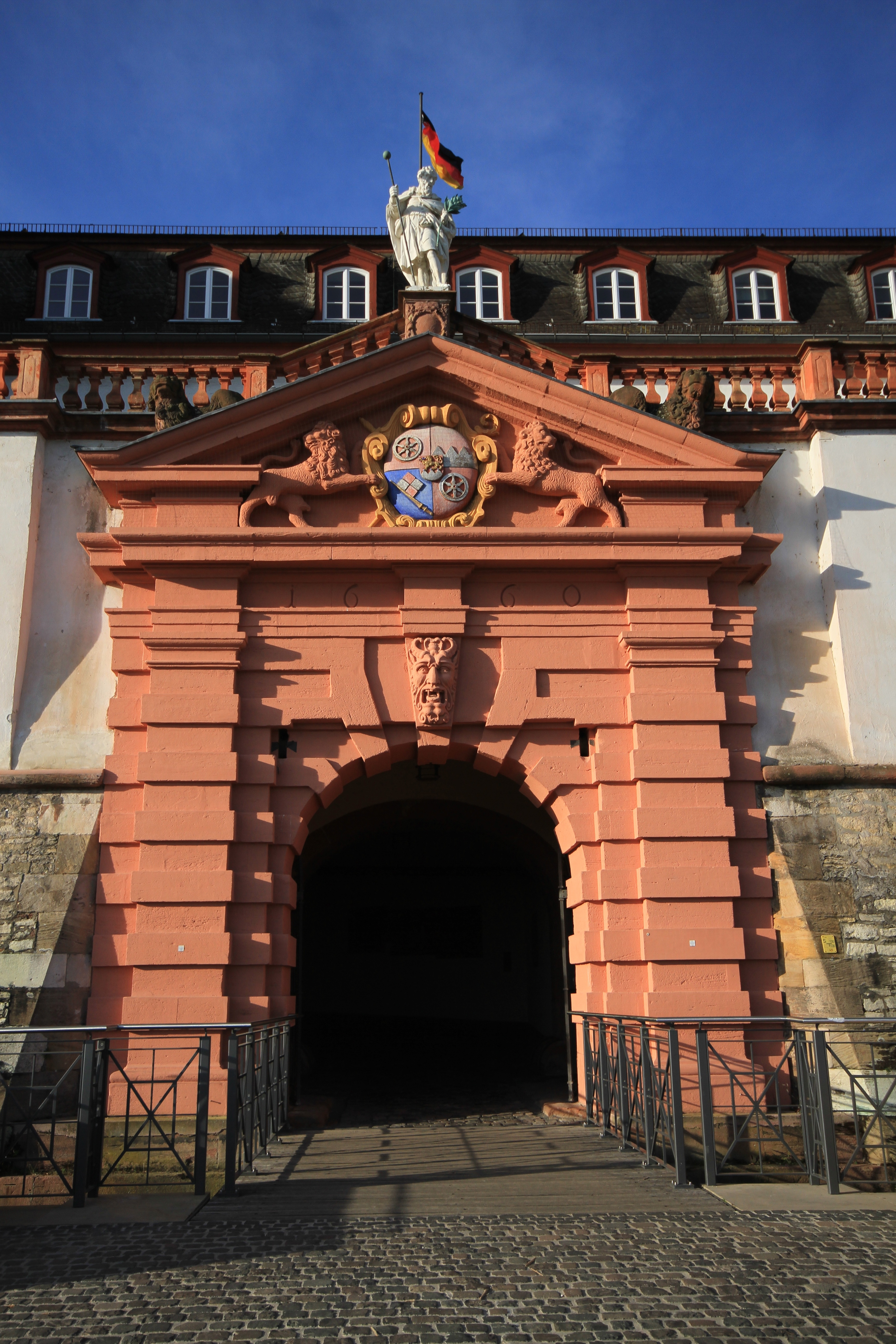
Haupttor der Zitadelle Mainz (1660)

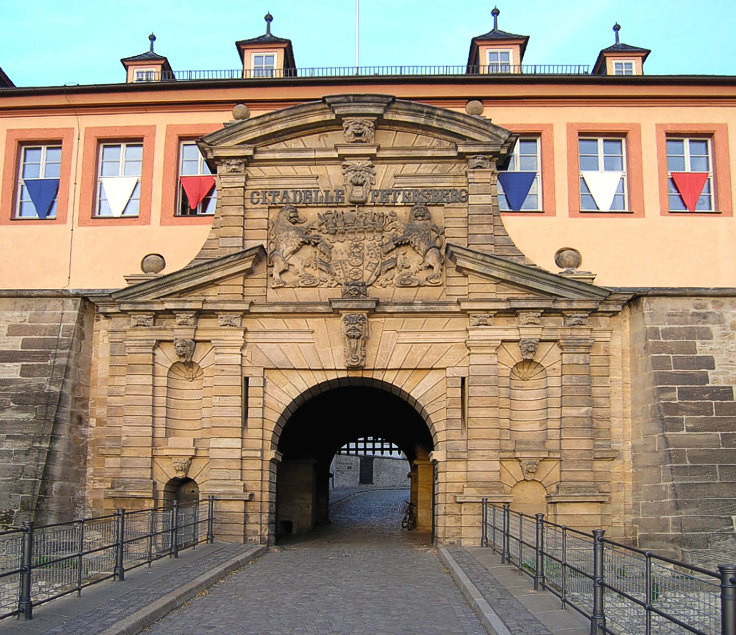
Haupttor der Zitadelle Petersberg in Erfurt (1668)

Antonio Petrini (* 4. Dezember 1631 in Caneggio; † 8. April 1701 in Würzburg) war ein fränkischer Baumeister italienischer Abstammung. Petrini verband italienischen Barock mit deutscher Renaissance und führte den fränkischen Barock ein.

## Biografie
Lange Zeit wurde unter anderem angenommen, dass Petrini im März 1621 in Trient/Calavino (Lasino) geboren wurde. Nach Ursula Stevens stammte er jedoch aus dem Tessin, geboren am 4. Dezember 1631 in Caneggio. Er gehörte zu einer Gruppe italienischer Bauleute, die Städte neu befestigten und Kirchen und Paläste ausbauten. In seiner Schaffenszeit wirkte der in der lombardischen Baukultur wurzelnde Petrini am Bau vieler Kirchen und für die Barockarchitektur (etwa durch Balthasar Neumann) wegweisender Profanbauten in Würzburg, wohin er (von Mainz 1657 durch den Fürstbischof Johann Philipp von Schönborn gerufen) 1660 kam, Franken, Mainz und darüber hinaus mit. Sein Wohnhaus mit geschmücktem Eck-Erker in Würzburg wurde im Zweiten Weltkrieg zerstört.

## Bedeutende Werke

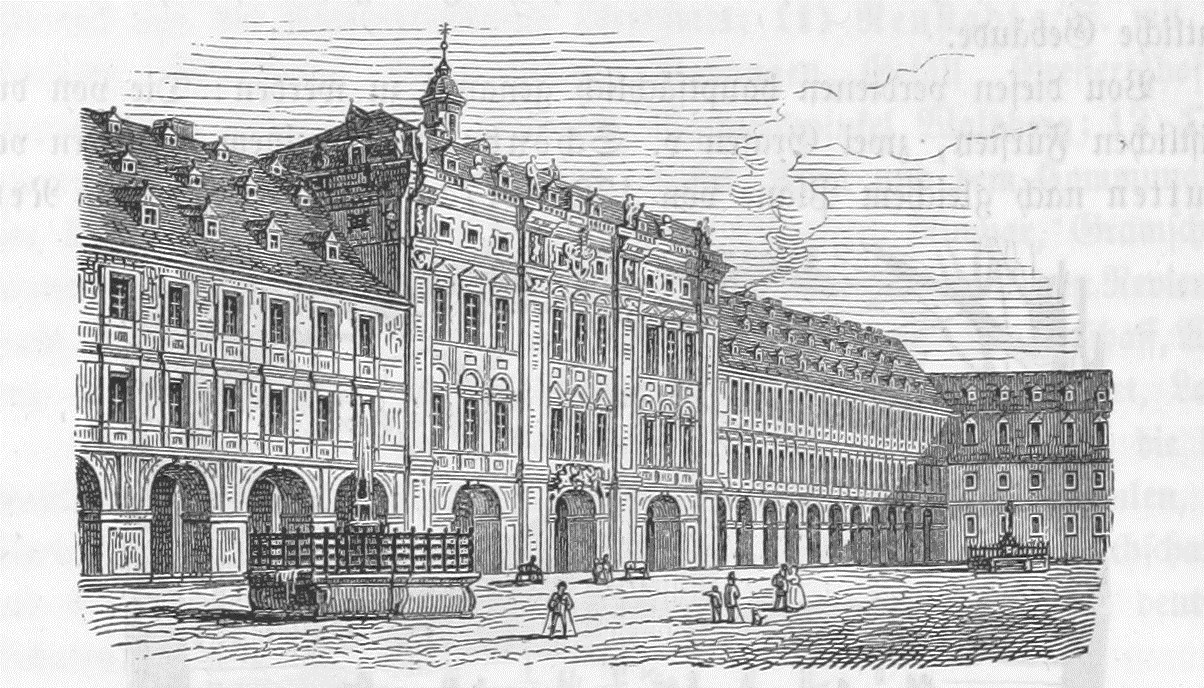
Juliusspital (Nordflügel) in Würzburg

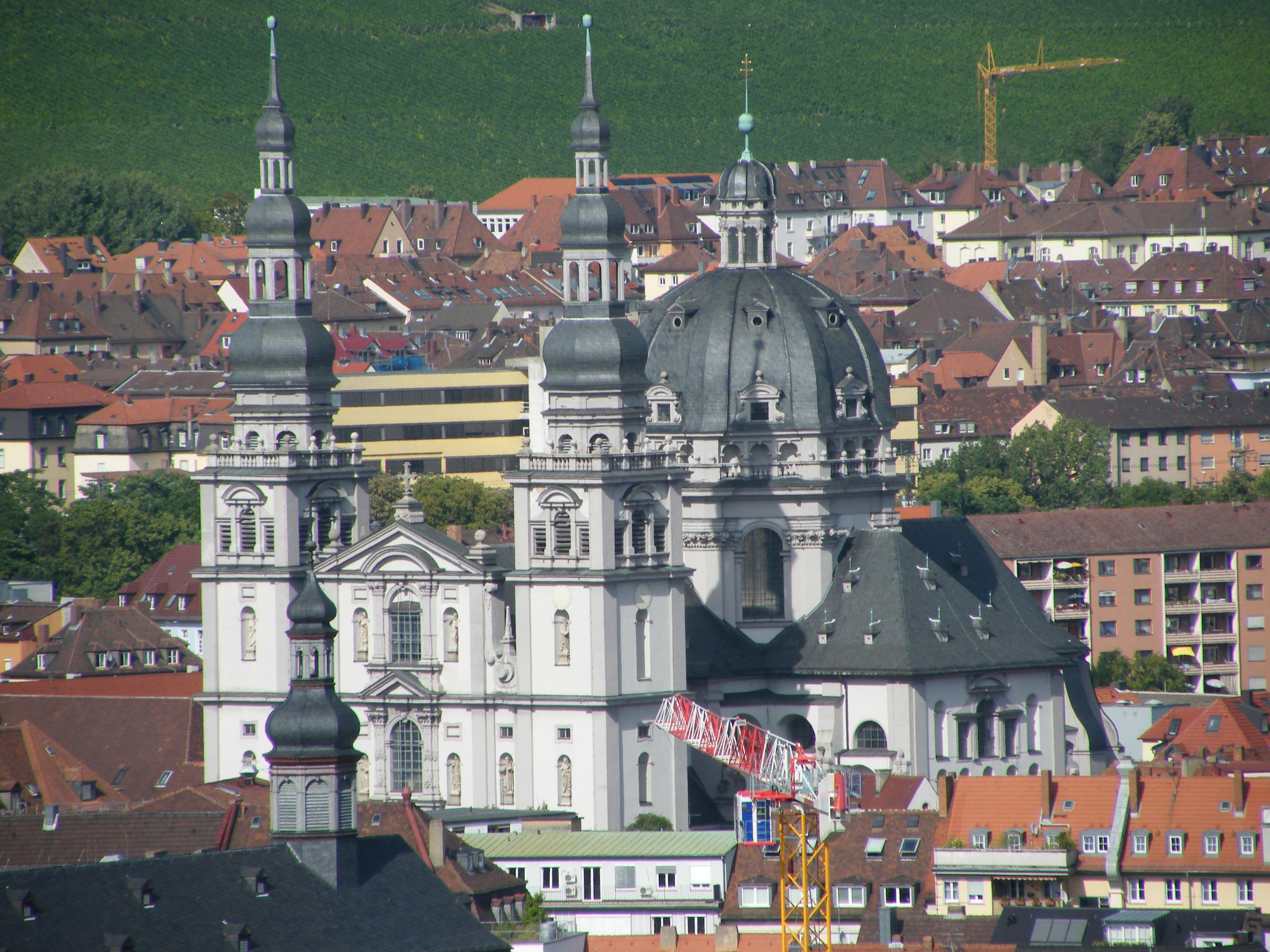
Stift Haug in Würzburg

- Wallfahrtskirche Fährbrück, Hausen bei Würzburg, 1683–1697 (Zuschreibung)
- Schloss Seehof (sogenannte Marquardsburg), Memmelsdorf, 1687–1695
- Evangelische Stadtkirche, erbaut als Teil des Ursulinenklosters Kitzingen, 1686–1693
- mit kolossalen Pilastern versehenes Portal des ehemaligen Hof Emeringen in der Martinstraße 5 in Würzburg.[4]
- zum Teil Juliusspital (Nordflügel mit Fürstenbau, beauftragt vom Bischof Johann Gottfried von Greifenklau), Würzburg, 1699/1700–1701, weitergeführt von Joseph Greissing[5]
- zum Teil Universitätskirche (Neubaukirche) in Würzburg, 1696–1701 (bis 1703), zusammen mit Joseph Greissing[6]
- Stiftskirche Haug, Würzburg, 1670–1691[7]
- Matthias-Ehrenfried-Haus (ehemaliges Stift Hauger Kapitelhaus), Würzburg, 1699–1701 (bis 1703), zusammen mit Joseph Greissing
- „Reuererkirche“, Würzburg 1662–1669
- Petersbau, Würzburg 1689–1691
- Bechtolsheimer Hof, Würzburg Ende 17. Jahrhundert
- ehem. Kollegiatstiftskirche St. Stephan, Bamberg, 1626–1699
- Unter Petrinis Leitung wurden bis 1668 bereits vier Bastionen und das Torhaus mit dem barocken Portal der Zitadelle Petersberg errichtet. Weitere vier Bastionen kamen bis um 1700 dazu. Charakteristisch für ihn waren vor allem die steinernen Masken an den Zitadellentoren, wie zum Beispiel der Löwenkopf mit herausgestreckter Zunge am Peterstor.
- Rosenbachpalais in Würzburg, um 1700 (Zuschreibung).
- „Schlösslein“ in Würzburg, 1700–1705 (abgebrochen 1720), Vorgängerbau der Würzburger Residenz
- Rheinseitige Toranlage der Haupttraverse der Zitadelle Mainz, 1660
- Neubau der Altmünsterkirche (Beteiligung)
- Franziskanerkirche, Paderborn (Fassade), 1671
- St. Antonius (Worbis), 1670–1678
- St. Andreas, Kloster Anrode, um 1670–1690
- Franziskanerkirche (Miltenberg), 1667–1688.

## Sonstiges
Der Antonio-Petrini-Preis, der Architekturpreis der Stadt Würzburg, erinnert an den Baumeister und seine Bedeutung für Würzburg und das Frankenland.